# Fallujah. La strage nascosta
Fallujah. La strage nascosta è un documentario di Sigfrido Ranucci e Maurizio Torrealta andato in onda per la prima volta sulle reti televisive della Rai l'8 novembre 2005.

## L'inchiesta
L'indagine documenta le prove dell'uso di armi chimiche, in particolare ordigni incendiari e armi basate sul fosforo bianco e altre sostanze simili al napalm, come la bomba incendiaria Mark 77, e l'uso indiscriminato della violenza contro i civili da parte delle forze militari statunitensi nella città irachena di Falluja durante l'offensiva del novembre 2004.
Le interviste con ex militari statunitensi che affermano di essere stati presenti all'offensiva di Falluja supportano l'ipotesi dell'uso di armi da parte degli Stati Uniti, mentre i giornalisti che erano in Iraq discutono dei tentativi degli Stati Uniti di bloccare la diffusione delle notizie.
Vi sono filmati di armi al fosforo bianco sparate da elicotteri in aree urbane, così come riprese dettagliate mostrano i resti di persone che si suppone siano state uccise da quelle armi, tra cui donne e bambini. Nel documentario viene intervistato l'ex soldato statunitense, ora attivista contro la guerra, Jeff Englehart, il quale discute dell'uso del fosforo bianco, chiamato “Willie Pete” (nome alternativo per "White Phosphorus" "WP"), da parte degli Stati Uniti in aree edificate e descrive l'offensiva di Falluja come «un'uccisione di massa di arabi». Englehart ha trascorso due giorni a Falluja durante la battaglia.
Il film sostiene che i civili iracheni, comprese donne e bambini, sono morti per le ustioni causate dal fosforo bianco durante l'offensiva di Fallujah come parte della sua campagna. Englehart ha descritto il fosforo bianco come disperso in una nuvola che uccide indiscriminatamente all'interno di una vasta area, ogni essere umano o animale. L'ex scout dell'esercito americano Garret Reppenhagen, anche lui del Colorado, ha affermato che le morti civili erano comuni. Ha descritto un caso di uccisione di civili con il fuoco di una mitragliatrice mentre stavano scappando in un'auto che si stava avvicinando a lui.
Per le rivelazioni in anteprima il documentario è stato ripreso dalle maggiori testate mondiali, fra le quali Le Monde, El País, il New York Times, il Guardian, oltre alle italiane La Repubblica e Corriere della Sera; su quest'ultimo, Enzo Biagi richiamò il filmato e i suoi autori nella sua rubrica “Strettamente personale”.
Nel 2006 Ranucci ha vinto per il documentario il premio Alpi con la seguente motivazione: «Sigfrido Ranucci svela in esclusiva l'utilizzazione del fosforo nei bombardamenti americani su Falluja. L'inchiesta di Rai News 24 ha fatto il giro del mondo denunciando un drammatico retroscena della guerra in Iraq.»

## Riconoscimenti
- Premio Ilaria Alpi (2006)[10]
- Premio Colombe d'Oro per la Pace (2006)[11][12]
- Gran Premio Golden Umbrella Festival (2006)[12][13]
- Premio Mario Francese (2007)[14]